# Eight Legged Freaks
Eight Legged Freaks (literalmente, en inglés, Fenómenos de ocho patas) (conocida como Arack Attack en España y El ataque de las arañas en Hispanoamérica), es una película de terror y comedia del año 2002 dirigida por Ellory Elkayem y protagonizada por David Arquette, Scarlett Johansson, Kari Wuhrer y Scott Terra. La película fue dedicada a la memoria de la madre del productor Dean Devlin, Pilar Seurat, quien había muerto de cáncer en el año anterior.

## Sinopsis
Los habitantes de Prosperity, una ciudad minera de Arizona, Estados Unidos, descubren que un vertido químico tóxico ha hecho que cientos de pequeñas arañas experimenten una mutación de la noche a la mañana, creciendo hasta un tamaño descomunal y convirtiéndose en monstruos gigantescos y asesinos. Chris McCormick (David Arquette) decide entonces liderar un grupo de habitantes de la localidad para entablar una lucha por la supervivencia humana.

## Argumento
Todo comienza con un hombre transportando unos químicos hacia la ciudad de Prosperity, Arizona. De repente, un conejo se mete a la autopista y hace que los químicos caigan al río de la ciudad. A la mañana siguiente, la sheriff Samantha "Sam" Parker (Kari Wuhrer) y el oficial Peterson "Pete" Willis (Rick Overton) van al río a investigar. Mientras que el hijo de Sam, Michael "Mike" Parker (Scott Terra) se va a visitar a su amigo Joshua Taft (Tom Noonan), un criador de arañas en una granja, localizada cerca de la mina de la ciudad. Joshua le dice que una nueva especie de tarántula llamada Consuelo llegó a su tienda. Mike ve cómo las arañas atrapan a sus presas bajo tierra, al darse cuenta de que su mamá está a punto de llegar a casa, Mike se va de la granja. De repente, una araña se escapa de su jaula y muerde a Joshua, haciendo que caiga sobre el vidrio y deje escapar a todas las arañas (incluida Consuelo). Las arañas que fueron liberadas por accidente matan a Joshua y a su loro, para finalmente huir hacia la mina. Mike ve que está muy lejos de la ciudad y le pide transporte a Christopher "Chris" McCormick (David Arquette), dueño de las minas de la ciudad.
Esa misma noche, los habitantes de la ciudad se reúnen en el centro comercial para charlar sobre si las minas tienen oro, Chris aparece y le dice al alcalde Wade (Leon Rippy) que las minas eran de padre de Chris, pero él insiste en que deben hacer explotar la mina para desenterrar el supuesto oro que contiene. Al escuchar esto, Chris se enoja, golpea a Wade y es arrestado por Sam. Mientras tanto en las minas, las arañas beben el agua contaminada con los químicos y comienzan a crecer convirtiéndose en monstruos gigantes asesinos.
Más tarde, Pete se va a su casa y su gato se mete por el conducto de ventilación, al mismo tiempo que una araña se mete a escondidas a la casa de Pete y este asesina al gato. A la mañana siguiente, Mike va a ver a Joshua, pero no lo encuentra en el lugar y ve pisadas de araña en la mina de oro. De pronto, encuentra una pata de araña gigante y ve cómo las arañas salen de la mina. Al darse cuenta de esto, Mike se va a su casa, donde su madre, sabiendo que su hijo escapó, lo deja castigado. En la noche, las arañas van a la casa de Wade, que cría una piara de avestruces. Las arañas matan uno por uno a los avestruces y Wade sale para ver que es lo que sucede, pero las arañas huyen del lugar.
A la mañana siguiente, la hija de Sam, Ashley Parker (Scarlett Johansson) va a visitar a su novio Bret (el hijo de Wade) (Matt Czuchry) en una gasolinería en el desierto y ambos se reúnen juntos. Cuando Bret trata de convencer a Ashley de tener relaciones sexuales, terminan enojados y discuten acaloradamente, hasta que Ashley se retira del lugar. En ese momento, Bret ve a unas arañas al fondo del desierto y se asusta, Bret va a la gasolinería donde se encuentran sus amigos motociclistas, Bret trata de avisarles sobre las arañas, pero ellos no le creen y se burlan de él. En ese instante, las arañas aparecen del techo y comienzan a matar a los motociclistas, Bret y tres de ellos logran escapar, pero en el camino, las arañas matan a los motociclistas restantes. Bret escapa de la escena mientras las arañas lo persiguen y en el camino, las arañas logran hacer caer los postes y provocan que la ciudad pierda la señal telefónica. Bret escapa a la autopista y un camión aparece, las arañas se trepan al camión y este se despista, causando una explosión, pero las arañas sobreviven a la explosión y Bret huye directo a la ciudad.
En la noche, Chris va a la casa de su tía Gladys (Eileen Ryan) y el perro de Gladys es atacado y asesinado por una araña. Gladys baja para encontrar a su perro en el sótano, pero termina siendo atacada por las arañas y envuelta en una red. Chris baja al sótano y descubre que el sótano de la casa de su tía es un acceso a las minas, gracias a un hueco gigante que tenía. Al mismo tiempo, Chris encuentra una pata de araña y se va corriendo a la casa de Sam, a decirle a Mike de la pata que encontró en el lugar. Mike busca en Internet y escanea la pata de araña viendo que las arañas pudieron crecer hasta el tamaño de un humano. Entretanto, Ashley está en su baño tomándose una ducha y cuando termina de bañarse, una araña aparece por su ventana y la ataca, pero los demás logran matar a la araña y salvar a Ashley. Sam comienza a creer sobre las arañas gigantes y llama a Pete para llevarlos a la estación de radio de la ciudad y avisar a los habitantes sobre la invasión de las arañas gigantes. Sam saca sus armas y le dice a Pete sobre la advertencia de las arañas. Cuando todos se dirigen a la estación de radio, se encuentran con Harlan Griffith (Doug E. Doug), un locutor de radio que cree en la existencia de los extraterrestres. Cuando le dicen sobre las arañas, estas invaden la estación y aparece Consuelo (ahora como tarántula gigante) que derriba la estación. Harlan, Sam, Chris, Ashley, Mike y Pete se escapan en el auto a la ciudad y le avisan a las personas sobre el ataque, pero nadie les cree. De pronto, las arañas emergen saliendo de las minas y atacan la ciudad, matando a la gente y como Mike lo había visto en la granja de Joshua, las arañas atacan bajo tierra utilizando las alcantarillas de la ciudad. En medio del desastre, Sam les dice a las personas que escapen al centro comercial para refurgiarse. Los sobrevivientes logran huir al centro comercial, donde tratan de saber qué está pasando y Harlan les dice que les estuvo advirtiendo sobre los ataques y nadie le hizo caso. Sam y Chris les dicen a todos que se armen con lo que puedan para combatir a las arañas.
Mientras tanto, Wade huye por el sótano del centro comercial hasta llegar las minas, ya que el centro comercial está construido debajo de ellas. Consuelo logra destruir la puerta de acero del centro comercial y las arañas logran entrar. Las personas de las ciudad se enfrentan contra ellos, pero las arañas los superan en número, así que escabullen al sótano, mientras que Pete se queda a enfrentarse contra ellos. Los demás se dirigen al sótano y entran a las minas, el guardia de seguridad del centro comercial, Norman (David Earl Waterman) descubre que para salir de las minas, ya que las arañas están tratando de entrar, deduce que sigan los cables de electricidad, pero en el camino se pierde y es asesinado por una araña. Chris se separa del grupo, para buscar a Gladys y encuentra a Wade, pero este es atacado por las arañas y Chris se escapa de lugar, hasta encontrar a su tía. Chris y Gladys son atacados por Consuelo, pero Chris le rocía perfume de colonia en su rostro, dándole la oportunidad de que Gladys logre escapar. Cuando Chris se voltea, ve cómo de la pared sale oro, dándose cuenta de que él mismo sabía que su padre tenía toda la razón. Los demás encuentran a Wade en una telaraña y se lo llevan. Mientras tanto, Pete sobrevive al ataque y encuentra a Harlan en el techo, dónde ahí se enteran cómo las arañas se trepan por el centro comercial hasta llegar al techo, Harlan y Pete se tiran desde el techo y caen en un arbusto, donde ellos logran huir.
Chris y Gladys ven unos barriles de gasolina, así que para destruir a las arañas, las atraen a la mina y escapan. Consuelo comienza a perseguirlos y ellos descubren que para quemar la mina debe haber electricidad. Es así que llama a Sam y los habitantes (que ya se habían escapado de la mina) sobre esto y Sam activa un generador de electricidad y Chris utiliza el cigarrillo de su tía, quemando a Consuelo y conduciendo el fuego hasta los barriles de gasolina, que terminan explotando y matando a todas las arañas. Chris y Gladys escapan de la mina a tiempo, mientras esta explota, el centro comercial también quedó destruido, ya que las minas estaban debajo de él. El ejército y los bomberos aparecen en el lugar, ya que Harlan los había llamado, ellos comienzan a ayudar a los sobrevivientes.
A la mañana siguiente, Harlan les comunica la historia a los habitantes, diciendo que los bomberos encontraron el oro en la mina. Harlan entonces sonríe y mientras este se ríe, se ve que tiene un diente de oro.

## Reparto
- David Arquette como Christopher "Chris" McCormick
- Kari Wuhrer como la sheriff Samantha "Sam" Parker
- Scott Terra como Michael "Mike" Parker
- Scarlett Johansson como Ashley Parker
- Doug E. Doug como Harlan Griffith
- Rick Overton como Deputy Peterson "Pete" Willis
- Leon Rippy como Wade
- Matt Czuchry como Bret
- Jay Arlen Jones como Leon
- Eileen Ryan como Gladys
- Riley Smith como Randy
- Tom Noonan como Joshua Taft (no acreditado)
- Matt Holwick como Larry
- Jane Edith Wilson como Emma Willis
- Jack Moore como Amos
- Roy Gaintner como Floyd
- Don Champlin como Leroy
- John Christopher Storey como Mark
- David Earl Waterman como Norman
- Rob Paulsen, Kevin Michael Richardson y Frank Welker como las voces de varias arañas

- Datos: Q151946